# Götzenreuth
Götzenreuth (fränkisch: Gedsaraid) ist ein Gemeindeteil der Gemeinde Büchenbach im Landkreis Roth (Mittelfranken, Bayern). Götzenreuth liegt in der Gemarkung Günzersreuth.

## Geographische Lage
Das Dorf liegt sieben Kilometer südlich von Schwabach und acht Kilometer westlich von Roth an einem leichten Südhang am Fuß des Eichelberges (436 m ü. NHN), der sich im „Spitalwald“ erhebt. Dieser ist der südlichste Ausläufer des Heidenberges. Der Altort liegt im Westen, locker angrenzend ist östlich ein Siedlungsgebiet, über das man zunächst nach Kühedorf und dann in 5 km Entfernung nach Büchenbach gelangt. Südlich des Ortes fällt das Gelände über 600 m zum Tal der Aurach hin ab, einem linken Nebenfluss der Rednitz.

## Geschichte
Das aus drei Urhöfen bestehende Straßendorf entstand wahrscheinlich im 9. Jahrhundert an dem damals wichtigen Handelsweg von Kammerstein nach Roth, der das Aurachtal entlang führte. Zum Schutz vor den damals umherziehende Ungarn wurde knapp 500 m nördlich von Götzenreuth am Eichelberg eine Fliehburg errichtet, der Burgwall Eichelberg. Dieser ist heute vollständig abgegangen und sein ehemals 2500 m² großes Gelände unter Nummer D-5-6731-0021 als Bodendenkmal qualifiziert.
Im 13. Jahrhundert bestand der Ort aus vier Ganzhöfen. Erstmals urkundlich erwähnt wurde der Ort 1340 als „Gezenruͤte“ anlässlich der Zahlung des großen Zehnten an das Kloster Ebrach. Der Ortsname hat als Bestimmungswort Götz (Gottfried), den Personennamen des Gründers, und als Grundwort -reuth, d. h. „Zur Rodung des Götz“. Im Urbar für das burggräfliche Amt Schwabach, das ca. 1360 aufgestellt wurde, wurde der Ort als „Getzenreuͤt“ erwähnt. Im Salbuch von 1410 sind für „Jetzenreut“ lediglich Gefälle für eine Wiese und ein Waldgebiet von 24 Hellern angegeben. Auch im Salbuch des nunmehr markgräflichen Amtes Schwabach, das 1434 aufgestellt wurde, wurden für den Ort diese Einnahmen angegeben. 1530 kamen Abgaben für ein Fischwasser mit zugehörigen Haus hinzu. Daneben gab es 5 nürnbergische Güter. 1732 gab es laut den Oberamtsbeschreibungen von Johann Georg Vetter in Götzenreuth 6 Anwesen, von denen 5 dem Spitalamt Heilig Geist (3 Höfe, 2 Gütlein) und 1 Hof der Familie Tetzel in Kirchensittenbach unterstanden.
Gegen Ende des 18. Jahrhunderts gab es in Götzenreuth 6 Anwesen und ein Gemeindehirtenhaus. Das Hochgericht übte das brandenburg-ansbachische Oberamt Schwabach aus. Die Dorf- und Gemeindeherrschaft hatte das Kastenamt Schwabach. Alle Anwesen hatten die Reichsstadt Nürnberg als Grundherrn (Spitalamt Hl. Geist: 3 Halbhöfe, 1 Köblergut, 1 Gütlein; Tetzel-Stiftung: 1 Ganzhof). 1800 gab es im Ort weiterhin 6 Anwesen.
Im Rahmen des Gemeindeedikts wurde 1808 Götzenreuth dem Steuerdistrikt Günzersreuth und der 1818 gebildeten Ruralgemeinde Günzersreuth zugeordnet. Am 1. Januar 1972 wurde Götzenreuth im Zuge der Gebietsreform in Bayern nach Büchenbach eingegliedert.
Der Ort lebte hauptsächlich vom Hopfenanbau. In der Umgebung gibt es Vorkommen von Burgsandstein, so dass die Bauern als Winterarbeit zusätzlich in den Steinbrüchen arbeiteten. Bis in die 1970er Jahre war Götzenreuth rein landwirtschaftlich orientiert. Ab den 1970er Jahren entstanden eine neue Wohnsiedlung, das Naherholungsgebiet um den Heidenberg nördlich sowie das fränkische Seenland südlich und östlich.

### Baudenkmäler
- Buchenstraße 5: Austragshaus[14]
- Schopfhofer Straße 1: Wohnstallhaus[14]

### Einwohnerentwicklung
| Jahr      | 001818 | 001840 | 001861 | 001871 | 001885 | 001900 | 001925 | 001950 | 001961 | 001970 | 001987 | 002014 | 002019 |
| Einwohner | 38     | 70     | 46     | 73     | 65     | 68     | 62     | 76     | 53     | 57     | 225    | 225    | 225    |
| Häuser    | 9      | 9      |        |        | 16     | 16     | 16     | 15     | 12     |        | 65     |        |        |
| Quelle    | [ 16 ] | [ 17 ] | [ 18 ] | [ 19 ] | [ 20 ] | [ 21 ] | [ 22 ] | [ 23 ] | [ 24 ] | [ 25 ] | [ 26 ] | [ 27 ] | [ 27 ] |

## Religion
Der Ort ist seit der Reformation evangelisch-lutherisch geprägt und bis heute nach St. Georg (Kammerstein) gepfarrt. Die Katholiken  waren ursprünglich nach St. Vitus (Veitsaurach) gepfarrt, heute ist die Pfarrei St. Sebald (Schwabach) zuständig.

## Verkehr
Die südlich angrenzend verlaufende Kreisstraße RH 5 führt über Schopfhof und Kühedorf nach Büchenbach (4,5 km östlich) bzw. über Neumühle und Mildach nach Barthelmesaurach zur Bundesstraße 466 (4,5 km westlich). Eine Gemeindeverbindungsstraße verläuft nach Gauchsdorf (1,5 km südöstlich). Dort befindet sich der kleine Sonderflugplatz Schwabach (ICAO: EDPH) mit seiner 500 m langen Start- und Landebahn sowie einem Heliport.
Der öffentliche Personennahverkehr bedient Götzenreuth mit zwei Linien. Die Linie 607 hat eher Schulbuscharakter und ermöglicht frühmorgens eine einzige Fahrt nach Schwabach und mittags eine nach Großweingarten. Die Linie 635, ein Linienbedarftaxi, muss vorher telefonisch angefordert werden und bietet wochentags, tagsüber einige wenige Fahrten von und nach Roth.
Götzenreuth ist auch eine Station des Sagenwanderweges am Heidenberg, eine Schautafel gibt dort Aufschluss zu dessen Geschichte.